# Малая Вишнёвая
Малая Вишнёвая (укр. Мала Вишнева), село, 
Вишнёвский сельский совет,
Балаклейский район,
Харьковская область.
Село ликвидировано в ? году.

## Географическое положение
Село (бывшая слобода) Малая Вишнёвая находилось недалеко от истоков реки Теплянка.
На расстоянии в 1 км расположено село Вишнёвая.

## История
- ? — село ликвидировано.